# 便利堂
株式会社便利堂（べんりどう）は、京都府京都市中京区新町通竹屋町下る弁財天町にある老舗の美術印刷・出版会社。古美術の複製品制作、美術書の図版印刷や美術館・博物館の蔵品図録、絵はがき制作で特に知られる。19世紀にフランスで生まれたコロタイプ印刷を行う、世界で唯一の工房を有する。

## 歴史

### 第一期：中村弥二郎時代　明治20年（1887）～明治34年（1901）
「便利堂書店」とも称し、明治20年（1887）に中村弥二郎（中村家二男のちに中村有楽とも名乗る）によって創業。

中村家は京都御所にもお出入りの叶った京都の錫屋で、茶器・酒器などを製造していたが、明治維新後の東京奠都により家業が衰退し何か新しい生活の手段を求めなければならなかった。そこで長男の弥左衛門は親戚の呉服商に預けられ修行することとなったが、残った二男の弥二郎は企画性とユーモアに富む人物で、弱冠15歳で貸本売本店「便利堂」を始めた。

この便利堂という屋号は創業当時から用いられているもので弥二郎が名付けたと考えられる。明治22年頃の広告によると、新刊本・古本の販売、貸本、雑誌・新聞の販売配達（京都最初の大阪毎日新聞販売所）といった書店業務、さらに広告やデザインまでも業務としていたことが確認できる。屋号として用いた「便利」という言葉には、明治の文明開化における様々な新規的事業を一手に引き受ける、従来にない文化的ビジネスを目指す弥二郎の強い思いが込められているといえる。

翌年には出版業にも着手、現在存在が確認できる最初の出版物は、明治22年（1889）2月に刊行された滑稽雑誌『文藝倶楽部』である。久保田米遷、富岡鉄斎、望月玉泉らが表紙絵を寄稿しているが、その後の便利堂の歴史の中で最も関りが深い画家のひとりである鉄斎との最初の出会いと考えられる。また、これ以降の出版物をみると「滑稽趣味」「雑誌志向」は弥二郎にとって大きな柱であると思われる。

この弥二郎時代の出版で特筆されるのは、内村鑑三の代表的著述『後世への最大遺物』である。キリスト教思想家として知られる内村鑑三は、明治24年(1891）不敬事件で東京を追われ各地を流遇した後、明治28年(1895)から一年ほどを中村家の離れで暮らし、弥二郎から毎月20円の援助を受けた。この縁から明治30年（1897）に『後世への最大の遺物』が便利堂から出版された。

創業者弥二郎は、これら創業期の事業である書店・出版業経営の難しさや、この内村との出会いがが精神的契機となったのか、弥二郎が目指す出版人の野心を満足させるべく、長男の弥左衛門に便利堂の事業を譲り、東京へと活動の場を移すこととなる。

### 第二期：中村弥左衛門時代　明治34年（1901）～大正14年（1925）
弥二郎から事業を受け継いだ弥左衛門は、現在に至る便利堂の基礎を整えたと言える。

まず第一には、明治38年（1905）にコロタイプ印刷所を開設したことである。コロタイプは明治21年に小川一眞によって日本にもたらされた精緻な印刷技法である。現在も刊行の続く美術雑誌『國華』の図版印刷に採用され、高品質で美しいコロタイプは、絵葉書や美術図書の口絵などに広く利用された。弥左衛門は、コロタイプ印刷所を開設するにあたり光村印刷所から技術者である内藤雄太郎を招聘して稼働を始める。

第二は、絵葉書の企画制作である。日本では明治34年（1901）に私製はがきが解禁されたのを機にヨーロッパでの絵葉書ブームが伝来、明治38年（1905）に最高潮となるのだが、便利堂が発行した最初の絵葉書は明治35年（1902）の『帰雁来燕』である。
明治38年（1905）からは多様な絵葉書を企画発行し、明治40年（1907）には書店を絵葉書店（「便利堂書店」から「便利堂絵葉書店」）へと変えて絵葉書ブームの中でその知名度を高めた。その当時の様子は、大阪毎日新聞の記者である大江素天の述懐をみると「便利堂の中村弥二郎氏が未練気もなくしにせの古い本屋をやめて絵葉書屋になった。私たちは毎日のように店頭に押しかけて月給袋の底をハタいたものである。ハタき足りない時は無論借金である。」（写真太平記）と人気店であったことが分かる。

そして第三には、他所から絵葉書や図録制作を受注するビジネスを確立させたことである。絵葉書受注制作の第一号は、今日の記録で正確に判明しているものとして清水寺であり、明治40年（1907）のことである。そしてそれに続き法隆寺、萬福寺からの注文を受けて制作しており、また博物館図録としては、大正5年（1916）に京都帝室博物館（現京都国立博物館）から『古美術図録・全四冊』の注文を得ている。絵葉書ブームが下火となると共に、古美術の撮影・印刷という今日にもつながるメインストリームが始まったことがわかる
。

### 第三期：田中伝三郎時代　大正14年（1925）～昭和5年（1930）
大正14年（1925）に弥左衛門が病没し、中村家三男の伝三郎（田中家婿養子となり田中姓）が引継ぐ。伝三郎は、既に弥左衛門の片腕として便利堂の事業に関わっていた。
伝三郎は昭和5年に病没するので、中村四兄弟の中で活躍時期は一番短いが、その功績は原色版印刷部の創設である。

原色版印刷の発展に伴う、印刷物カラー化のニーズに対応することが急務であると伝三郎は考えていたが、便利堂の考える品質の高い技術力を持つ原色版印刷工場を運営するために必要である、有能な技術者を見つけられず難航していた。そんな折、実弟の中村竹四郎を介して、辻本写真工芸社の高級原色版部門併合の協議が成立、佐藤浜次郎ら優秀な技師が移籍して、昭和2年（1927）に原色版印刷所が開設された。これによりカラー印刷も可能となり、コロタイプと原色版による「美術印刷の便利堂」の基礎が確立された。

### 第四期：中村竹四郎時代　昭和5年（1930）～昭和35年（1960）
伝三郎病没後を引継いだのが、四兄弟末弟の四男竹四郎である。戦時中及び戦後しばらくの苦難の中で様々な事業を展開する。三人の兄たちが創り上げてきた便利堂の基礎を最大限に生かし、更なる事業展開を推し進めていったのである。

便利堂の古美術複製制作の技術力は皆の周知するところであることから、昭和3年（1928）に「貴重図書影本刊行会」を発足した。これは日本の古典研究に大きな寄与をもたらしたのだった。コロタイプ印刷による複製の緻密さだけでなく、用紙や装幀に至るまで原本を彷彿とさせることを主眼としていたのだが、その出来栄えが各研究者の目に留まり、会として多くの複製品制作の用命を受けた。宮内省（現宮内庁）からは「看聞日記」48巻全巻の複製を、また、静嘉堂文庫や立命館大学などからも制作依頼があり、刊行会として32種類もの複製品を制作した。

さらに特筆されるのは、京都市立絵画専門学校（現京都市立芸術大学）編纂の『日本名画譜仏画篇』である。昭和4年（1929）に第一輯が刊行され、残念ながら戦時中の混乱で二十輯をもって未完となったのだが、その評価は高いものであった。それを伝える大佛次郎の雑誌寄稿（雑誌「苦楽」昭和23年2月号）によると「終戦以来、アメリカ人の客がいろいろと我が家に来る。～中略～　戦前から少しよい製版だと英国で刷ったとか独乙で刷ったと明記してあったことは僕らも知ってゐる。それが便利堂の色刷を見せると驚嘆するものである。異口同音に彼らは云う。日本でこんな印刷ができるのか。」とある。

そして、便利堂として最も知られた事業のひとつでもあるのが「法隆寺金堂壁画原寸大撮影事業・コロタイプ複製事業」である。日本の文化財保存の歴史においても一大事業であり、当時考え得る最高の技術を結集して取り組まれ、その中核を便利堂が担ったのである。昭和10年（1935）に撮影された、壁画原寸大で12壁すべての箇所を精密に撮影した全紙サイズ（457×560ｍｍ）のガラス乾板は363枚にも及び、今も一枚も欠けることなく法隆寺に遺されている。

また竹四郎の発案で、原色版用色分解撮影も同時に行った。そのことはのちの昭和24年（1949）に金堂が焼失し、原本の彩色を確認できなくなったうえで貴重な資料となっている。このことが理由の中心となり、竹四郎は昭和34年（1959年）に文化功労者として表彰された 。

そして撮影事業からちょうど80年が経った平成27年（2015）には、これらの写真原版が国重要文化財に指定された。その理由として以下の事項があげられる。

1）大型撮影機を使用し、高い撮影技術を駆使して細部に至るまで巨大な壁画の精緻な記録作成に成功した。

2）後の模写作成の基礎資料として活用された。

3）国宝保存法下の国直営の国宝保存事業の成果である。

4）古代東アジアを代表する仏教絵画である法隆寺金堂壁画の最も高品質な写真原版である
。

さらに、現在にも続く便利堂の事業として、昭和11年（1939）には、大阪市立美術館開館に際し美術絵はがきなどを販売する常設店を設置、昭和15年（1940）には、東京帝室博物館（現東京国立博物館）にも常設売店を設置した。今で言うミュージアムショップの草分けである。

昭和19年（1944）には、印刷と出版の兼業が許されなくなった戦時中の出版統制により、美術出版の名門として『真美大観』を刊行した審美書院など同業6社を統合して、東京に「株式会社美術書院」を設立し、竹四郎が代表者となった（戦後の昭和24年に便利堂に吸収合併）。

### 以降　：昭和35年（1960）～現在
昭和35年（1960年）に竹四郎が病没すると、竹四郎長男の中村桃太郎が事業を引継いだ。美術印刷の老舗として、また古美術の継承に携わることに事業特化する特徴は変わることなく便利堂の舵を取る。

特筆すべきは『国宝事典』の刊行である。法隆寺金堂壁画焼失を契機に施行された「文化財保護法」の施行10周年を記念して昭和36年（1961）に刊行されたものである。刊行当時に国宝指定されている文化財が全件掲載されており、編集は文化財保護委員会（現文化庁）が担当するといった、信頼ある解説かつ利便性を兼ね備えた類書は現在も存在してない。無論、国宝指定文化財は毎年増えていくので、平成31年（2019）には最新の増補版・第四版が刊行されている。

次には、明治38年から続くコロタイプ部門であるが、この時代はカラー印刷の普及が加速しており、モノクロ印刷であるコロタイプは衰退していた。国内のみならず世界中で同業者は軒並みコロタイプ部門を閉鎖していったのが、便利堂は独自の技術開発を経て、コロタイプの多色刷り・カラー化に成功、その第一号として、昭和41年（1966）に大英博物館「女史箴図巻」の複製品制作を完成させた。これによりカラーコロタイプによる完全複製が本格化した。

また、昭和47年（1972）には「高松塚古墳」発掘に伴い、発掘直後の古墳内壁画を大きな困難を克服して撮影することに成功した。これまた、発掘直後の色彩を正確に記録した写真原版として非常に貴重なものであり、及びスタジオでの撮影でない様々な環境下で最適な撮影を行う技術力は、確実に後世に引継く必要があるだろう。

このように明治・大正・昭和・平成そして令和と連綿と続いている便利堂であるが、現在の主要事業のひとつがコロタイプの継承である。便利堂コロタイプ工房は今や世界で唯一、精細なコロタイプ印刷物を制作することができる工房となった。コロタイプの伝統を護り、そして日々進歩するデジタル技術を積極的に採用するなど、次世代が受け継いでいくための新たな技術を生み出すことにも取組んでいる。

## 便利堂コロタイプの文化財複製
コロタイプ印刷は19世紀から続く古典的な技術であるが、モノクロ印刷からカラー印刷に発展させた便利堂が世界唯一のコロタイプ工房を有する。その理由は、コロタイプの最大の特徴である微妙な色彩の変化や筆力の忠実な再現力を生かして、文化財保存・活用に重要な役割を果たしてきたからである。その中心的な取組は文化財複製品の制作であるが、それはいくつかの役割に分かれる。

### 展示・研究のための複製事業
「正倉院文書」の複製制作に代表される。

正倉院文書は、勅封である正倉院に保管されていることから、実物を閲覧して研究できる機会は年に一度の曝涼（虫干し）の期間に限られている。日常では翻刻やモノクロ写真による閲覧で研究するしか手立てがなかったのである。それを解消するため、精密な複製品を制作して研究に役立てるのがこの事業である。昭和57年（1982）から国立歴史民俗博物館の主導で始まった事業であるが、原本を閲覧してうりふたつの複製品を完成させる作業も曝涼の期間しか行えないため、全800巻にも及ぶこの文書群の複製を完成させるにはこの先数十年を要する。

### 危険分散のための複製事業
「宮内庁書陵部」の複製制作に代表される。

宮内庁書陵部には、代々皇室に伝わった貴重な資料が所蔵されており、その数は約39万点にも及ぶ。宮内庁のおこなっている重要な事業のひとつがその古典籍の複製事業である。そのきっかけは大正12年（1923）に起こった関東大震災である。この震災では多くの古典籍が灰燼に帰したが、懸命な防火活動によりかろうじて書陵部の古典籍は無事であった。しかしこのことを教訓として、万が一のときにこれら貴重な古典籍類を後世へ伝える手段として精巧な複製品を制作し、日本全国で保管することにより“危険分散”しようという目的がこの事業である。

この事業は昭和6年（1931）の「看聞日記」複製から始まり、現在も継続されている。

### ご分身（お身代わり）としての複製事業
岐阜・来振寺「国宝　五大尊像」複製制作に代表される。

寺院の御尊像など仏画は貴重な文化財でもあり、永年続いてきた信仰の対象でもある。しかし国宝や重文といった文化財指定を受けると、寺院の保管環境の問題から美術館や博物館といった保管設備の整った施設に寄託されて、御堂などの本来安置されるべき場所に御尊像がない状態となってしまい、長きにわたり毎日続いた礼拝が叶わなくなる事態となる。そこで現代の写本ともいえる”ご分身（お身代わり）”として御尊像の複製を制作し、本来ある場所にお祀りすることがこの事業である。

機械製造ではない、熟練したコロタイプ職人の手によって生み出される複製には、魂が宿りそして開眼され、信仰の対象として永年後世へ受け継がれていく。それは頑強な保存性を持つコロタイプだからこそでもある。。

### 複製としての里帰り事業
伊藤若冲筆「動植綵絵」複製制作に代表される。

平成18年（2006）に相国寺から依頼を請け「動植綵絵」全30幅及び「釈迦三尊像」3幅の複製を制作した。今は「動植綵絵」は宮中に献上されているが、江戸時代当時は相国寺の年に一度の法要「観音懺法」の際に堂内を荘厳していた。その法要の姿を再び取り戻すために6年がかりで制作され、限りなく原本に近い姿となって相国寺に里帰りした。そして毎年6月17日の観音懺法は本来の姿を取り戻してる。

### 複製による元の姿の再現
尾形光琳筆「重文 風神雷神図屏風」と酒井抱一筆「重文 夏秋草図屏風」複製制作に代表される。
平成27年にこの複製を制作しているが、これは「琳派400年記念祭」に際し制作されたものである。その特徴は”元の姿の再現”である。両屏風は、元々は二曲一双屏風の表裏に描かれていたのだが、展示や保存の事情から別々の屏風に改装され今に至る。そのことにより、本来鑑賞すべき見方ができなくなってしまった。しかしこの復元複製制作により、抱一が意図して描いた構図が復活し、本来の「夏秋草図」が蘇ったのである。そして京都で描かれた「風神雷神図」が複製品として京都へ里帰りしたわけでもある。この完成品は京都府に寄贈された。

## 有楽社
便利堂の創業者である中村弥二郎（1873-1944）は、明治36年末頃に東京・有楽町に出版社「有楽社」を設立、中村有楽と名乗り出版人として活動する。
日本初の社会風刺漫画雑誌と言われる北澤楽天の『東京パック』が特に有名で、現代の漫画家の仕事を創った日本初の職業漫画家として北澤楽天の生涯を描いた映画『漫画誕生』も2018年に制作されており、劇中には中村弥二郎も登場している。
さらに社会主義思想家の堺利彦、山川均らの書籍など、反権力的な出版物を刊行する一方、天皇の詠歌集といった国史関連書、英文学・英文法関連書、写真雑誌の『グラヒック』、グルメ雑誌の『食道楽』などを出版した。
また、有楽社内に日本エスペラント協会の事務局を置き、大杉栄など、無政府主義者や社会主義者、あるいは世界各国からの留学生や活動家と交流し、支援した。
二葉亭四迷、野口雨情らも同社に出入りするなど、有名出版社になったが、大正元年（1912）に倒産。『出版興亡五十年』の小川菊松は「華かな大宣伝で当時の出版界を席巻したものであるが、物に凝り過ぎ、あまりに信念強く自説を固守するので、才子才に倒るの結果に陥つた」と評した。

## 北大路魯山人との関わり

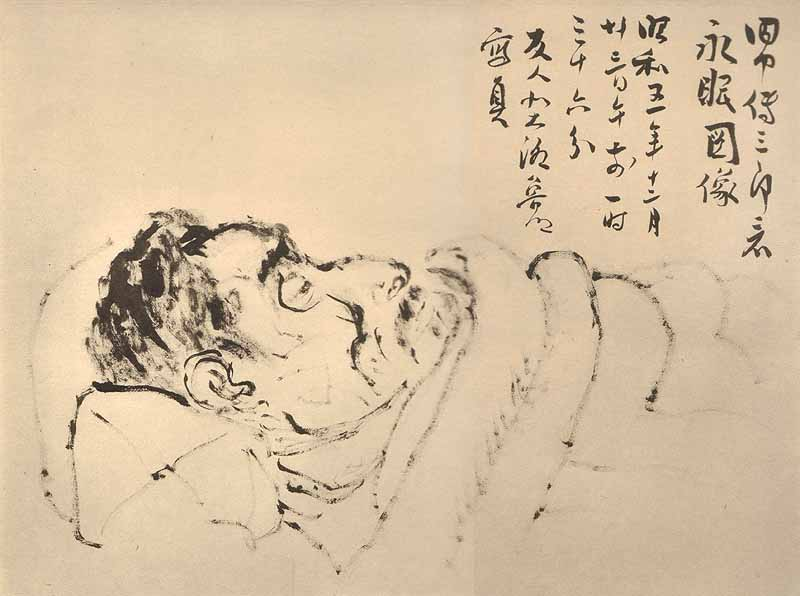
『田中伝三郎君永眠図像』
北大路魯山人画（1930年）

北大路魯山人が幼少のころ、養子先が便利堂と同じ町内にあり、木版師だった養父の手伝いで便利堂に配達に行っていたことから、便利堂の三男・中村伝三郎と親しかった。魯山人が書家として活躍しはじめた大正5年（1916）に京都に戻った際には中村家に寄宿し、伝三郎を通じて四男の竹四郎と知り合う。

中村竹四郎（1890-1960）は当時『食楽』という小冊子の編集人をしており、食と骨董を通じて魯山人と意気投合。大正8年（1919）には二人で京橋に美術骨董店「大雅堂美術店」を開店、大正10年（1921）には、その2階で会員制割烹「美食倶楽部」を発足、関東大震災で焼失後、芝公園に「花の茶屋」を開き、大正14年（1925年）には「星岡茶寮」を開店した。昭和5年（1930）伝三郎の死去にともない、竹四郎が便利堂の代表となるが、次第に星岡茶寮での魯山人による出費が便利堂の経営をも圧迫するようになり、昭和11年（1936）に竹四郎は魯山人を解雇するに至った。

## 竹四郎と星岡茶寮
星岡茶寮を参照

## 世界創造社への支援
1930年代後半、国民精神文化研究所の小島威彦は、国粋的右翼思想の出版社「世界創造社」を設立するため、当時便利堂と星岡茶寮の経営者だった竹四郎に支援と協力を求めた。竹四郎は弥二郎の次男・伯三（ぱくぞう）を社長に印刷所「大参社」を設立し、便利堂の一部社員を手伝わせてそれを支援した。伯三は父親の影響で、エスペラント語を学び、非合法運動にも参加したと言われているが、戦前、戦中と小島らの出版活動を支援した。戦後、小島らの関係者の多くは公職追放などの処罰を受けたが、理由は不明ながら便利堂関係者は幸いにもそれを免れた。

## 創業者・中村家
- 弥作（父）- 「錫屋弥左衛門」当主・錫職人、ヤサ（母）
- 弥左衛門（長男）、弥二郎（二男、創業者）、伝三郎（三男）、竹四郎（四男）、ヒサ（長女-十四歳で病没）。竹四郎はその多彩な趣味と温厚な人柄から、吉川英治の『宮本武蔵』に登場する本阿弥光悦のモデルにされたと言われている[32]。当時の嫁入り年齢は現代と違い大変若くて、ヤサも16歳で嫁入りした。それゆえ長男の弥左衛門と末子の竹四郎の年齢差は20年で、このことが四兄弟のリレー経営の一因であろう[3]。

- 弥二郎の子に、英一、文子、伯三（ぱくぞう）、日出男、正五。上三人の子の名前は、有楽社で出版していた英文書や雑誌『東京パック』にちなんでいる[27]。
- 中村家四兄弟以降、竹四郎の長男桃太郎が五代目社主、その長女堯子が七代目社主を務めるが、七代目で中村家による経営が途絶えた。

- 弥左衛門の曾孫・中村幹冶は、和文電報暗号の著者。